# 47그룹
47그룹(Gruppe 47)은 1947년에 생긴 독일어권 작가들의 문학 집단이다.

## 역사
1947년부터 1967년까지 지속된 이 모임은 한스 베르너 리히터가 이끌었다. 주된 활동은 회합에서 각자의 작품들을 낭독하고 그에 관해 상호 비평을 하는 것과 그때까지 잘 알려지지 않은 신인 작가들을 지원하는 일이었다. 민주적 투표를 통해 47그룹상을 수여하였는데, 이 수상은 작가들의 등단의 발판이 되기도 하였다. 47그룹은 어떤 조직적인 형식도 없었고 구성원들의 리스트나 문학적인 강령 같은 것도 없었다. 주로 리히터의 초대를 통해 실질적으로 운영되는 측면이 강했다.
그 초기 시기에 47그룹은 제2차 세계 대전 이후 젊은 작가들에게 독일 문학의 개혁을 위한 일종의 플랫폼이 되어주었다. 나중에는 서독의 문화활동면에서 영향력 있는 조직으로 발전하였고 동시대의 중요한 작가들과 비평가들이 회합에 참석하였다. 47그룹의 문화적, 정치적 영향력은 많은 논쟁거리가 되었다.